# KF Ballkani
Maillots
Actualités
Dernière mise à jour : 30 janvier 2025.
Le Klubi Futbollistik Ballkani est un club de football kosovar fondé en 1947, et basé à Suva Reka, dans le District de Prizren.

## Histoire
Le club est fondé en 1947 sous le nom de KF Rinia et dès 1952, le club est inscrit pour participer aux compétitions officielles yougoslaves. À la suite de l'achat du club par les industries chimiques de Suva Reka en 1965, le club est renommé KF Ballkani.
Le club continue son ascension au sein des compétitions régionales yougoslaves, et atteint le plus haut niveau régional, La Ligue Principale du Kosovo dès 1973 où le club se stabilise jusque dans les années 1990, pendant lesquelles le club devient l'une des premières équipes de la région à quitter la fédération yougoslave de football, choisissant de jouer à la place dans la Fédération du Kosovo pourtant non reconnue par la FIFA et l'UEFA jusqu'en 2016.
Après avoir terminé à la deuxième place de la deuxième division lors de la saison 2017-2018, le club est promu en Superliga. 
En 2022, trois ans après sa promotion au sein de l'élite kosovare le club remporte pour la première fois de son histoire le championnat du Kosovo, lui offrant une place au premier tour qualificatif de la Ligue des champions. Vaincus par les Lituaniens du Žalgiris Vilnius, le club est reversé en tours qualificatifs de la Ligue Europa Conférence. Au terme d'une campagne d'éliminatoires européens, le FC Ballkani obtient sa qualification pour les phases de groupes de la Ligue Europa Conférence 2022-2023, la première compétition européenne de son histoire et de celle de son pays en s'imposant en barrages face aux Macédoniens du KF Shkupi, le 15 août 2022.
Le club y affrontera dans le Groupe G les Roumains du CFR Cluj, les Turcs du Sivasspor et les Tchèques du Slavia Prague.
Le club réalise son baptême européen à domicile au Stade Fadil Vokrri face au CFR Cluj. Malgré une affiche à l'avantage des Roumains, Ballkani obtient un match nul 1-1 grâce à un but de son défenseur Armend Thaqi. Puis vient le match le plus compliqué, face au Slavia Prague dans son antre, l'Eden Arena malgré la nette domination tchèque, Ballkani réalise la surprise et prend l'avantage par deux fois, grâce ses attaquants Ermal Krasniqi et Meriton Korenica, cependant le Slavia revient au score et prend même l'avantage juste avant la mi-temps, où le score en est à 3-2 en faveur des Tchèques. Le score en restera là mais mettra en évidence une valeureuse performance des Kosovars. Le déplacement suivant, contre les Turcs de Sivasspor, Ballkani est mené dès la première minute, puis se reprend et mène à la mi-temps 2-1, avant de se voir rejoint dans le temps additionnel grâce à un but de Mustapha Yatabaré à la 92e minute. Le match semble fini mais Ermal Krasniqi arrache la victoire en terre turque en marquant le quatrième but kosovar à la 94e minute, offrant à Ballkani sa première victoire européenne, et la première de l'histoire du football kosovar.
Le club remporte son 2e titre consécutif lors de la saison 2022-2023, s'assurant le sacre lors de la 35e journée.
Prenant part à la phase de qualification de la Ligue des champions 2023-2024 le club s'illustre au premier tour en battant les Bulgares de Ludogorets Razgrad 2-0 à domicile. Malgré une défaite 4-0 chez les Bulgares, le club est reversé en phase qualificative de Ligue Europa Conférence. Il y demeure invaincu en éliminant les Nord-irlandais du Larne FC et le Lincoln Red Imps FC de Gibraltar. Présent pour la deuxième année consécutive en barrages, Ballkani s'illustre en infligeant une correction aux Biélorusses de BATE Borisov à domicile sur le score de 4-1. À la suite d'une prestation défensive aboutie lors du match retour en Biélorussie, le club valide sa qualification en phase de groupe de Ligue Europa Conférence pour la deuxième saison d'affilée. Il affrontera le FK Astana, le Dinamo Zagreb et le Viktoria Plzeň en phase de groupes. Dominés par les Tchèques du Viktoria Plzeň au Doosan Arena, Ballkani s'incline 0-1 en Tchéquie. Le club réalise la surprise lors de la deuxième journée en s'adjugeant une victoire de prestige au Stade Fadil Vokrri face au Dinamo Zagreb qu'il est parvenu à dominer au cours d'une victoire 2-0. Malgré cette belle performance, le club termine dernier de son groupe avec 5 défaites. 
L'année suivante, après un troisième titre consécutif, le club déçoit en Europe, éliminé au troisième tour de qualification de Ligue Conférence par ceux qu'ils avaient écrasé 1 ans plus tôt,  Larne.

## Bilan sportif

### Palmarès
| Compétitions nationales | Compétitions internationales |
| --- | --- |
| - Championnat du Kosovo (3) : - Champion : 2022, 2023 et 2024 - Vice-champion : 2025 - Championnat du Kosovo de football de deuxième division: - Vice-champion : 2018 - Coupe du Kosovo (1) : - Vainqueur : 2024 - Finaliste : 2020 - Supercoupe du Kosovo (1) : - Vainqueur : 2022 - Finaliste : 2023 | - Ligue des champions - Premier tour qualificatif : 2022-23 et 2023-24 - Ligue Europa Conférence - Phase de groupes : 2022-23 et 2023-24 |

### Bilan européen
Note : dans les résultats ci-dessous, le score du club est toujours donné en premier
| Saison    | Compétition             | Tour             | Club               | Domicile | Extérieur | Total             |
| --------- | ----------------------- | ---------------- | ------------------ | -------- | --------- | ----------------- |
| 2022-2023 | Ligue des champions     | Premier tour Q   | Žalgiris Vilnius   | 1 - 1    | 0 - 1 ap  | 1 - 2             |
| 2022-2023 | Ligue Europa Conférence | Deuxième tour Q  | SP La Fiorita      | 6 - 0    | 4 - 0     | 10 - 0            |
| 2022-2023 | Ligue Europa Conférence | Troisième tour Q | KÍ Klaksvík        | 3 - 2    | 1 - 2 ap  | 4 - 4 (4 - 3 tab) |
| 2022-2023 | Ligue Europa Conférence | Barrages Q       | KF Shkupi          | 1 - 0    | 2 - 1     | 3 - 1             |
| 2022-2023 | Ligue Europa Conférence | Groupe G         | Slavia Prague      | 0 - 1    | 2 - 3     | Quatrième         |
| 2022-2023 | Ligue Europa Conférence | Groupe G         | CFR Cluj           | 1 - 1    | 0 - 1     | Quatrième         |
| 2022-2023 | Ligue Europa Conférence | Groupe G         | Sivasspor          | 1 - 2    | 4 - 3     | Quatrième         |
| 2023-2024 | Ligue des champions     | Premier tour Q   | Ludogorets Razgrad | 2 - 0    | 0 - 4     | 2 - 4             |
| 2023-2024 | Ligue Europa Conférence | Deuxième tour Q  | Larne FC           | 3 - 0    | 4 - 1     | 7 - 1             |
| 2023-2024 | Ligue Europa Conférence | Troisième tour Q | Lincoln Red Imps   | 2 - 0    | 3 - 1     | 5 - 1             |
| 2023-2024 | Ligue Europa Conférence | Barrages Q       | BATE Borisov       | 4 - 1    | 0 - 1     | 4 - 2             |
| 2023-2024 | Ligue Europa Conférence | Groupe C         | Dinamo Zagreb      | 2 - 0    | 0 - 3     | Quatrième         |
| 2023-2024 | Ligue Europa Conférence | Groupe C         | Viktoria Plzeň     | 0 - 1    | 0 - 1     | Quatrième         |
| 2023-2024 | Ligue Europa Conférence | Groupe C         | FK Astana          | 1 - 2    | 0 - 0     | Quatrième         |
| 2024-2025 | Ligue des champions     | Premier tour Q   | UE Santa Coloma    | 1 - 2 ap | 2 - 1     | 3 - 3 (5 - 6 tab) |
| 2024-2025 | Ligue Conférence        | Deuxième tour Q  | Ħamrun Spartans    | 0 - 0    | 2 - 0     | 2 - 0             |
| 2024-2025 | Ligue Conférence        | Troisième tour Q | Larne FC           | 0 - 1    | 1 - 0 ap  | 1 - 1 (1 - 4 tab) |
| 2025-2026 | Ligue Conférence        | Deuxième tour Q  | Floriana FC        | 4 - 2    | 1 - 1     | 5 - 3             |
| 2025-2026 | Ligue Conférence        | Troisième tour Q | Shamrock Rovers    | 1 - 0    | 0 - 4     | 1 - 4             |

Légende
- Victoire ou qualification pour le tour suivant.
- Match nul.
- Défaite ou élimination de la compétition.